# Настола
На́стола (фин. Nastola) это бывшая волость Финляндии, в провинции Пяйят-Хяме, губерния Южная Финляндия, Финляндия. Он был подключен к Лахти в 2016 году. Общая площадь территории — 362,86 км², из которых 38,67 км² — вода.

## Демография
На 31 января 2011 года в общине Настола проживают 14996 человек: 7520 мужчин и 7476 женщин.
Финский язык является родным для 97,58% жителей, шведский — для 0,31%. Прочие языки являются родными для 2,1% жителей общины.
Возрастной состав населения:
- до 14 лет — 18,48%
- от 15 до 64 лет — 65,93%
- от 65 лет — 15,57%

Изменение численности населения по годам:
| Год  | Численность |
| ---- | ----------- |
| 1980 | 13864       |
| 1990 | 15121       |
| 2000 | 14735       |
| 2010 | 14994       |
| 2011 | 14996       |

## Бизнес и производство
В Настоле расположены производственные мощности компаний BM Group, Uponor, Peikko, SF Steelform Oy.